# Пилява (город)
Пилява (Гарволинский повят) (пол. Pilawa (powiat garwoliński))  —  город  в Польше, входит в Мазовецкое воеводство,  Гарволинский повят.  Занимает площадь 6,62 км². Население — 4121 человек (на 2004 год).